# Uapaca
Uapaca, rod drveća i grmova iz porodice filantusovki rasprostranjenih po Africi i Madagaskaru. Postoji dvadesetak vrsta

## Vrste
1. Uapaca acuminata (Hutch.) Pax & K.Hoffm.
2. Uapaca ambanjensis Leandri
3. Uapaca amplifolia Denis
4. Uapaca benguelensis Müll.Arg.
5. Uapaca bojeri Baill.
6. Uapaca densifolia Baker
7. Uapaca ferruginea Baill.
8. Uapaca gossweileri Hutch.
9. Uapaca guineensis Müll.Arg.
10. Uapaca heudelotii Baill.
11. Uapaca katentaniensis De Wild.
12. Uapaca kirkiana Müll.Arg.
13. Uapaca lissopyrena Radcl.-Sm.
14. Uapaca littoralis Denis
15. Uapaca louvelii Denis
16. Uapaca mole Pax
17. Uapaca niangadoumae Breteler
18. Uapaca nitida Müll.Arg.
19. Uapaca pilosa Hutch.
20. Uapaca pynaertii De Wild.
21. Uapaca robynsii De Wild.
22. Uapaca rufopilosa (De Wild.) P.A.Duvign.
23. Uapaca sansibarica Pax
24. Uapaca staudtii Pax
25. Uapaca thouarsii Baill.
26. Uapaca togoensis Pax
27. Uapaca vanhouttei De Wild.